# Borreta
La borreta es un plato típico de la provincia de Alicante. Es un nutritivo guisado consistente en patatas, espinacas, ñoras y un pescado salado (generalmente bacalao aunque también es conocida la borreta de melva) para darle sabor. También es común añadirle al final de la cocción un huevo por cada comensal que quedará escaldado.